# Kathy's Song
Kathy's Song è un brano musicale di Paul Simon pubblicato nell'agosto del 1965 nel suo album primo album discografico The Paul Simon Songbook. L'anno successivo il cantautore aveva inciso il brano con Art Garfunkel come duo Simon & Garfunkel nel loro secondo album Sounds of Silence, pubblicato nell'agosto 1966.
Questa canzone, è stata considerata una delle più belle canzoni d'amore mai scritte

## Storia e significato
La canzone è dedicata a Kathy Chitty, fidanzata e musa ispiratrice di Simon durante il suo soggiorno in Inghilterra a metà degli anni '60
La struttura della canzone è quella di una novella: il brano inizia con una descrizione delle circostanze della narrazione stessa. La prima immagine è la pioggia (Sento la pioggerellina che, come un ricordo, cade continua morbida e calda), poi si sposta sul conflitto tra la vita di cantautore, che ha scelto, e la donna che ha lasciato. Quindi termina collegando quella storia alle circostanze presenti, (E quindi, come vedi, sono arrivato a dubitare di tutto ciò che una volta ritenevo vero, sono solo e senza convinzioni. L'unica verità che conosco sei tu). Poi finisce con il cantautore che si confronta con la pioggia, come all'inizio del brano (E mentre guardo le gocce di pioggia,
che intrecciano i loro stanchi sentieri e muoiono, So di essere come la pioggia, ma io ci vado per grazia tua).

## Altre pubblicazioni
Il brano è stato incluso nella maggior parte delle compilation del duo, come Tales from New York: The Very Best of Simon & Garfunkel, The Essential Simon and Garfunkel e Simon and Garfunkel's Greatest Hits.